# Ceratozamia mexicana
Ceratozamia mexicana es una especie de planta de la familia Zamiaceae. Es endémica de México. Su hábitat natural son los bosques húmedos de tierras bajas tropicales o subtropicales y montanos húmedos tropicales o subtropicales. Está amenazado por la pérdida de hábitat.

## Fuente
- Donaldson, J.S. 2003.  Ceratozamia mexicana.  2006 IUCN Lista Roja de la UICN de Especies Amenazadas. Descargado el 21 de agosto de 2007.